# 1930년 전국동계체육대회 스피드스케이팅 일반부 남자 2000m 계주
1930년 전국동계체육대회 스피드스케이팅 일반부 남자 2000m 계주는 일제강점기 조선 경성부에서 개최된 1930년 전국동계체육대회 스피드스케이팅의 세부 종목이다.

## 경기 결과
남자 2000m 계주 종목의 경기 결과는 다음과 같다.
| 순위 | 선수                           | 소속 | 기록   | 비고 |
| ---- | ------------------------------ | ---- | ------ | ---- |
| 1    | 이삼지, 문병기, 고봉오, 박응근 | 평양 | 3:34.4 |      |
| 2    | 김용구, 조점용, 최재은, 최희원 | 백구 | 3:38.0 |      |

## 참고 문헌
- 대한체육회 (1990). 《대한체육회 70년사》.
- 대한체육회 (2011). 《대한체육회 90년사》.
- “제11회 전국동계체육대회 스피드스케이팅 일반부 남자 2000m 계주 경기 결과”. 대한체육회.[깨진 링크(과거 내용 찾기)]